# UASC A7-Klasse
Die UASC A7-Klasse ist eine Klasse von Containerschiffen. Sie entstanden zwischen 2007 und 2008 für die  United Arab Shipping Company (UASC) und gehören mittlerweile zur Flotte von Hapag-Lloyd. 

## Einzelheiten

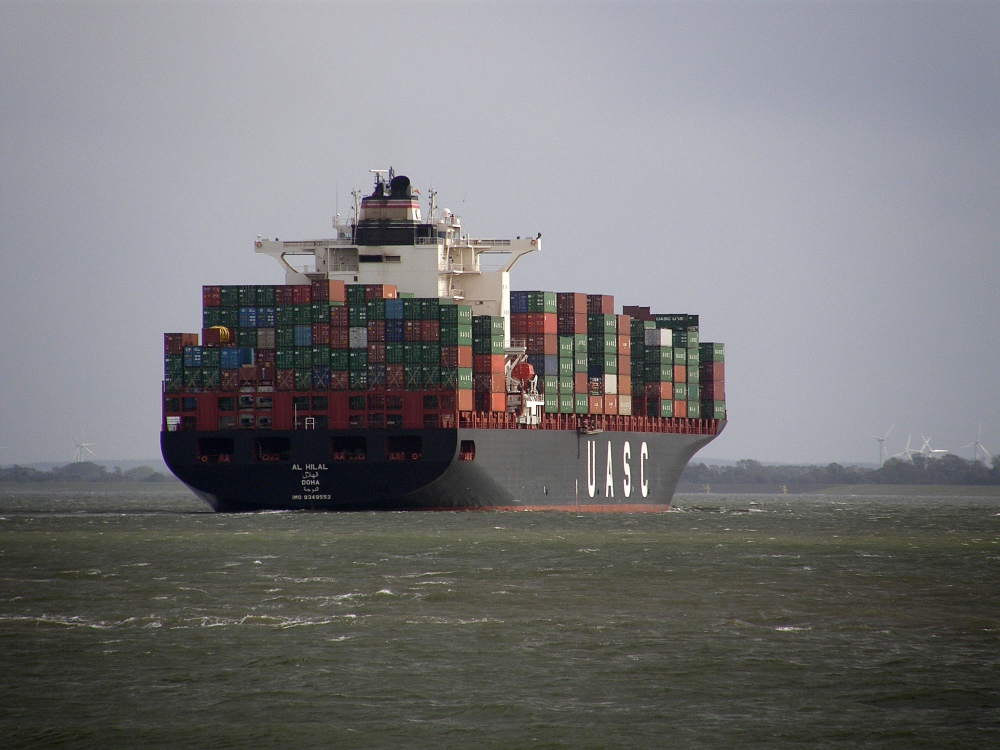
Heckansicht der Al Hilal

Die acht für die United Arab Shipping Company (UASC) mit Sitz in Kuwait gebauten Einheiten entstanden in den Jahren 2007/08 auf der koreanischen Werft Hyundai Heavy Industries in Ulsan. Es sind Vollcontainerschiffe mit vier Fünftel achtern über der Maschinenanlage angeordneten Aufbauten. Fünf der mit Cellguides versehenen Laderäume befanden sich vor dem Deckshaus und zwei dahinter. Die 14 Luken werden mit Pontonlukendeckeln verschlossen. Die Containerstellplatzkapazität liegt bei 6921 TEU. Bei einer homogenen Beladung mit 14 Tonnen schweren 20-Fuß-Containern ist der Transport von bis zu 4898 TEU möglich. An Bord der Schiffe können 486 Integral-Kühlcontainer versorgt werden.
Die Antriebsanlage besteht aus einem Zweitakt-Dieselmotor einer Leistung von 68.382 Kilowatt. Der Motor wirkt direkt auf einen Festpropeller und verhilft den Schiffen zu einer Geschwindigkeit von 25,5 Knoten.
Das Typschiff der Klasse, die Al Safat, wurde im Januar 2008 an die Auftraggeber abgeliefert, die sieben Schwesterschiffe folgten alle im Laufe desselben Jahres.
Durch die Fusion von UASC mit Hapag-Lloyd gelangten die Schiffe im Jahr 2017 an Hapag-Lloyd.

## Die Schiffe

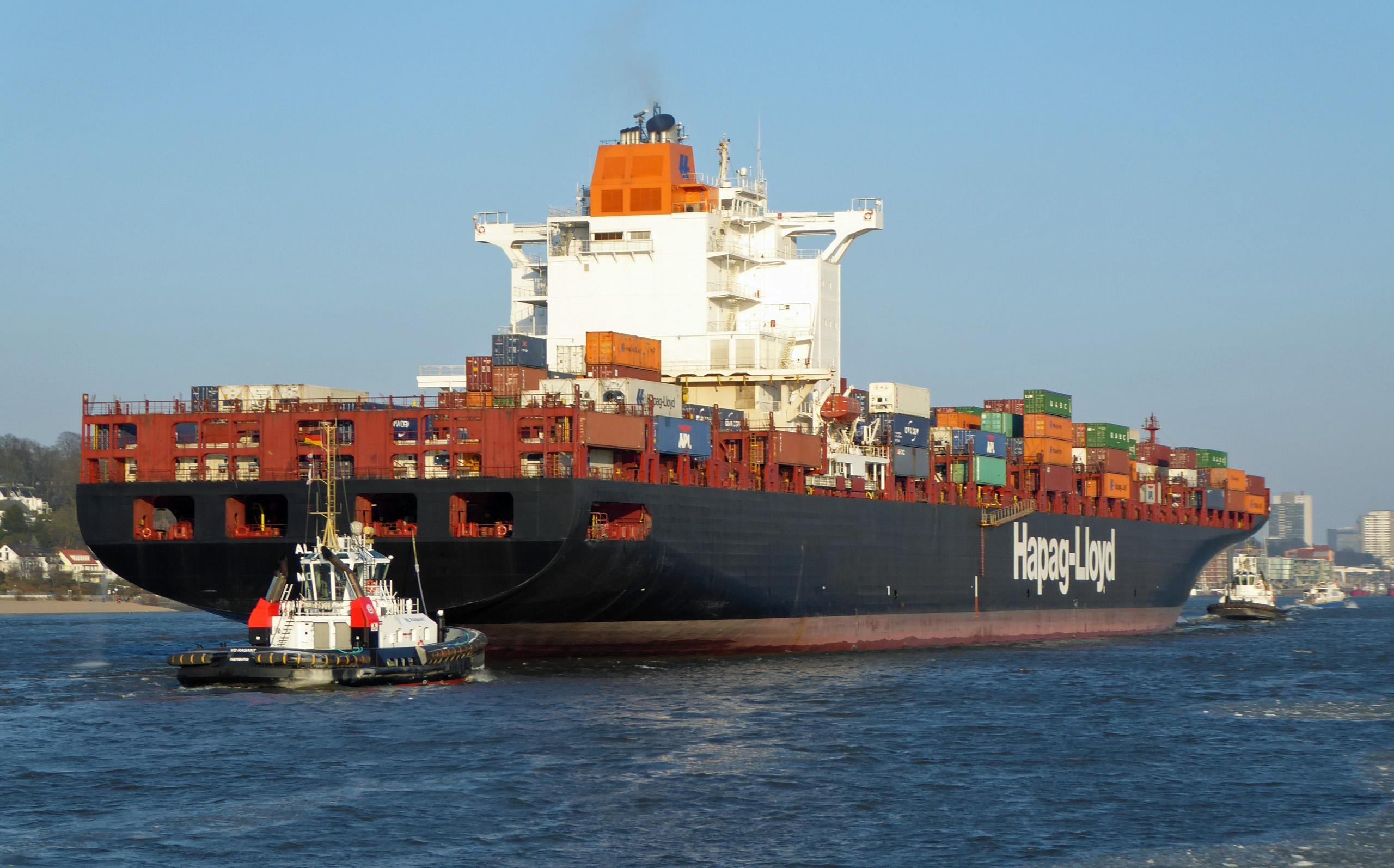
Al Bahia in Hapag-Lloyd-Farben

| UASC A7-Klasse               | UASC A7-Klasse | UASC A7-Klasse | UASC A7-Klasse   | UASC A7-Klasse                                        |
| Bauname                      | Baunummer      | IMO-Nummer     | Indienststellung | Umbenennungen und Verbleib                            |
| ---------------------------- | -------------- | -------------- | ---------------- | ----------------------------------------------------- |
| Al Safat                     | 1832           | 9349497        | Januar 2008      | so in Fahrt                                           |
| Hatta                        | 1833           | 9349502        | Februar 2008     | Al Kharj (2016), Colorado Express (2021), so in Fahrt |
| Al Bahia                     | 1834           | 9349514        | April 2008       | Delaware Express (2021), so in Fahrt                  |
| Mayssan                      | 1835           | 9349526        | Mai 2008         | Potomac Express (2021), so in Fahrt                   |
| Al Manamah                   | 1836           | 9349538        | Juni 2008        | so in Fahrt                                           |
| Jazan                        | 1837           | 9349540        | Juli 2008        | so in Fahrt                                           |
| Al Hilal                     | 1838           | 9349552        | September 2008   | Missouri Express (2021), so in Fahrt                  |
| Al Rawdah                    | 1839           | 9349564        | Oktober 2008     | Hudson Express (2021), so in Fahrt                    |
| Daten: Equasis, grosstonnage |                |                |                  |                                                       |